# Гамбург-Фінкенвердер
Фінкенвердер (нім. Finkenwerder) — частина району Гамбург-Центр вільного та ганзейського міста Гамбург. Тут розташований завод компанії Airbus, та його аеропорт.